# Sarrasin
Sarrasin o Sarrazin (que significa sarraceno o moro) fue un trovador picardo del siglo XIII.
Sarrasin es el autor del Roman du Hem, la última novela de caballería del ciclo de la Mesa redonda compuesto en 1278.
Au bel castel de Hem sour Somme
Sarrasin dist en sa parole
C’un rommant i vaurra extraire
Selon çau qu’il en voudra faire
Ci fine li Remans du Hem
Et Sarrasins, s’il l’en est miex
Dist que boine part i ait Diex

## Obra
- Le Roman du Hem, Ed. Albert Henry, Paris, Les Belles lettres, 1939

- Datos: Q3473702